# Национални парк W
Национални парк W је национални парк на тромеђи Нигера, Буркине Фасо и Бенина. Смештен је у меандру реке Нигер 150 километара југоисточно од Ниамеја. Има облик слова "W" па је по томе и добио име. Основан је 4. августа 1954, након што је првобитно 1953. класификован као резерват фауне.

## Животиње у парку
Национални парк W са 10.000 km² површине данас је уточиште за многе врсте сисара, међу којима су и слонови (Loxodonta africana), гепарди, биволи (Syncerus caffer), коб антилопе (Kobus kob), неке врсте мајмуна, нилски коњи (Hippopotamus amphibius), дујкери (Sylvicapra grimmia), газеле (Gazella rufifrons), али и разне врсте птица (гуске, патке, ибиси) и рептила: Geochelone sulcata, Trionyx triungis, Varanus niloticus, Python sebae, Python regius, Bitis arietus и нилски крокодил (Crocodylus niloticus).
Од 1996. уписан је на UNESCO-ву листу Светске баштине јер представља важан екосистем биогеографских регија западноафричких шума / савана.